# Gymnotus
Gymnotus é um gênero de peixes sul-americanos de água doce.

## Subgéneros e espécies
Classificação:
- Sternopygus aequilabiatus (Humboldt, 1805)
- Sternopygus arenatus (Eydoux & Souleyet, 1850)
- Sternopygus astrabes Mago-Leccia, 1994
- Sternopygus branco Crampton, Hulen & Albert, 2004
- Sternopygus dariensis Meek & Hildebrand 1916
- Sternopygus macrurus (Bloch & J. G. Schneider, 1801)
- Sternopygus obtusirostris Steindachner, 1881
- Sternopygus pejeraton L. P. Schultz, 1949
- Sternopygus xingu Albert & W. L. Fink, 1996

Subgénero Gymnotus (Gymnotus)
- Gymnotus arapaima J. S. Albert & Crampton, 2001
- Gymnotus ardilai Maldonado-Ocampo & J. S. Albert, 2004
- Gymnotus bahianus Campos-da-Paz & W. J. E. M. Costa, 1996
- Gymnotus capanema Milhomem, Crampton, Pieczarka, Shetka, D. S. Silva & Nagamachi, 2012[4]
- Gymnotus carapo Linnaeus, 1758 (sarapó)
- Gymnotus chaviro Maxime & J. S. Albert, 2009
- Gymnotus chimarrao Cognato, Richer-de-Forges, J. S. Albert & Crampton, 2008[5]
- Gymnotus choco J. S. Albert, Crampton & Maldonado-Ocampo, 2003
- Gymnotus cuia Craig, Malabarba, Crampton & J. S. Albert, 2018[6]
- Gymnotus curupira Crampton, Thorsen & J. S. Albert, 2005
- Gymnotus darwini Campos-da-Paz & de Santana, 2019[7]
- Gymnotus diamantinensis Campos-da-Paz, 2002
- Gymnotus eyra Craig, Correa-Roldán, Ortega, Crampton & J. S. Albert, 2018[8]
- Gymnotus interruptus Rangel-Pereira, 2012[9]
- Gymnotus mamiraua J. S. Albert & Crampton, 2001
- Gymnotus obscurus Crampton, Thorsen & J. S. Albert, 2005
- Gymnotus omarorum Richer-de-Forges, Crampton & J. S. Albert, 2009
- Gymnotus pantanal Fernandes-Matioli, J. S. Albert, Daniel-Silva, C. E. Lopes, Crampton & Almeida-Toledo, 2005
- Gymnotus riberalta Craig, Correa-Roldán, Ortega, Crampton & J. S. Albert, 2018[8]
- Gymnotus sylvius J. S. Albert & Fernandes-Matioli, 1999
- Gymnotus ucamara Crampton, Lovejoy & J. S. Albert, 2003
- Gymnotus varzea Crampton, Thorsen & J. S. Albert, 2005

Subgénero Gymnotus (Lamontiana)
- Gymnotus anguillaris Hoedeman, 1962
- Gymnotus cataniapo Mago-Leccia, 1994
- Gymnotus coatesi La Monte, 1935
- Gymnotus coropinae Hoedeman, 1962
- Gymnotus pedanopterus Mago-Leccia, 1994
- Gymnotus tiquie Maxime, F. C. T. Lima & J. S. Albert, 2011

Subgénero Gymnotus (Pantherus)
- Gymnotus capitimaculatus Rangel-Pereira, 2014[10]
- Gymnotus pantherinus (Steindachner, 1908)
- Gymnotus refugio Giora & L. R. Malabarba, 2016[11]

Subgénero Gymnotus (Tijax)
- Gymnotus cylindricus La Monte, 1935
- Gymnotus maculosus J. S. Albert & R. R. Miller, 1995
- Gymnotus panamensis J. S. Albert & Crampton, 2003

Subgénero Gymnotus (Tigre)
- Gymnotus esmeraldas J. S. Albert & Crampton, 2003
- Gymnotus henni J. S. Albert, Crampton & Maldonado-Ocampo, 2003
- Gymnotus inaequilabiatus (Valenciennes, 1839)[12]
- Gymnotus paraguensis J. S. Albert & Crampton, 2003
- Gymnotus tigre J. S. Albert & Crampton, 2003

Subgénero Gymnotus (Tigrinus)
- Gymnotus javari J. S. Albert, Crampton & Hagedorn, 2003
- Gymnotus jonasi J. S. Albert & Crampton, 2001
- Gymnotus melanopleura J. S. Albert & Crampton, 2001
- Gymnotus onca J. S. Albert & Crampton, 2001
- Gymnotus stenoleucus Mago-Leccia, 1994